# Hesíquia
Hesíquia (grec antic: Ἡσυχία, llatí: Hesychia) era una deïtat de la mitologia grega que personificava la pau i la tranquil·litat. És esmentada com a filla de Dice (Δίκη, Díkē), és a dir, de la Justícia.
Aquest personatge mitològic és mencionat sobretot per Píndar i apareix en diverses obres d'ell.